# 대한민국-에티오피아 관계
대한민국과 에티오피아는 1963년 12월 23일에 수교하였다. 수교 이전인 1950년 한반도에서 일어난 한국전쟁에 에티오피아는 아프리카에서 유일하게 전투병력을 파견하였다. 당시 하일레 셀라시에 황제는 황실 직속 부대인 칵뉴 대대를 파병하여 대한민국을 도왔다.
1974년에 입헌 군주제가 폐지되고 멩기스투 하일레 마리암 공산주의 정권이 들어서면서 마르크스주의에 근거한 공산주의 체제를 표방하면서 조선민주주의인민공화국과 가까운 관계에 있었다. 한동안 북한의 우방국이였으나, 사회주의 정권이 몰락한 이후 다시 관계가 회복되었다. 에티오피아는 남북한 동시 수교국이기도 하다.  
1988년 서울올림픽에는 국내 사정으로 불참하였다. 1991년에 옛 동유럽 공산주의 정권들의 몰락과 남북 동시 유엔 가입, 멩기스투 하일레 마리암의 공산주의 정권 종식과  멜레스 제나위 총리의 집권으로 남한과의 관계가 가까워지고 있다.  모두 255명(재외국민 255명)의 한민족들이 에티오피아에 거주(2010년 12월 기준)하고 있다.

## 외무
1960년 1월, 주(駐)프랑스 한국 대사 정일권은 에티오피아를 방문하여 외상서리와 회담하였다. 입헌군주국 시절인 1963년 12월 23일에 대한민국과 수교하였다. 이때, 대한민국에서는 주(駐)우간다 대사 김종한이 의정서에 조인하였다.
1965년 3월 25일 아디스아바바에 주(駐)에티오피아 대한민국 대사관이 개설되었다. 주에티오피아 대한민국 대사관은 지부티 주재 대한민국 대사관을 겸임하고 있다. 에티오피아는 서울에 대한민국 주재 대사관을 개설하였으며 주한 에티오피아 대사관은 브루나이, 인도네시아, 필리핀 주재 에티오피아 대사관을 겸임하고 있다. 멩기스투 공산주의 정권이 집권한 이후인 1975년에는 조선민주주의인민공화국과도 수교를 맺었다. 그러나 조선민주주의인민공화국도 현재 에티오피아 아디스아바바에 대사관을 둔 반면, 에티오피아는 조선민주주의인민공화국에 상주공관을 두고 있지 않으며, 중화인민공화국 베이징 주재 에티오피아 대사관이 조선민주주의인민공화국 주재 에티오피아 대사관을 겸임하고 있다.
| 대수 | 이 름          | 임기               |
| ---- | -------------- | ------------------ |
| 1    | 장지량(張志良) | 1969. 7 ~ 1973. 5  |
| 2    | 장재용張在鏞   | 1973. 5 ~ 1975.11  |
| 3    | 박준하朴俊夏   | 1975. 7 ~ 1978. 6  |
| 4    | 정희택鄭熙澤   | 1978. 6 ~ 1982.12  |
| 5    | 김득보金得寶   | 1983. 1 ~ 1987.10  |
| 6    | 고창수高昌秀   | 1987.10 ~ 1990. 6  |
| 7    | 김승영金昇永   | 1990. 6 ~ 1993. 5  |
| 8    | 공선섭孔詵燮   | 1993. 5 ~ 1996. 2  |
| 9    | 정신丁新       | 1996. 2 ~ 1999. 1  |
| 10   | 한재철韓在哲   | 1999. 2 ~ 2001. 2  |
| 11   | 김창수金昌秀   | 2001. 2 ~ 2003. 2  |
| 12   | 김상윤金相潤   | 2003. 2 ~ 2005. 8  |
| 13   | 정병국鄭炳菊   | 2005. 8 ~ 2008. 9  |
| 14   | 정순석鄭淳奭   | 2008. 9 ~ 2011.8   |
| 15   | 김종근金鍾根   | 2011. 8 ~ 2014. 12 |
| 16   | 김문환         | 2014. 12 ~ 2018. 2 |
| 17   | 임훈민         | 2018. 2 ~          |

## 군사
한국 전쟁 당시 아프리카 국가 중에서는 유일하게 참전했다. 에티오피아는 하일레 셀라시에 1세 황제의 주도 하에 황제의 친위대를 포함하여 6,037명이 대한민국에 파견되어 123명이 전사하고 536명이 부상당했다.  황제는 한국에서 전쟁이 일어났다는 뉴스가 전해지자 1950년 8월부터 파병 준비에 들어갔다. 이번에야말로 국제 사회가 하나로 똘똘 뭉쳐 침략군을 물리치는 집단 안보 보장 체제를 굳건히 해야 한다는 신념 때문이었다. 셀라시에 황제에게 출국 신고를 마친 칵뉴 부대는 마침내 다음 날 오전 9시 아디스아바바 역에서 홍해의 지부티 항구를 향해 출발했다.  수많은 시민과 정부 고관들이 나와 부대원들을 환송했다.  에티오피아 참전용사들은 1951년 4월 13일 아디스아바바 궁정에서 출국 신고식을 한 뒤 한국으로 떠났다.  지부티 항구에는 미군 수송선 제너럴 매크리아 호가 대기하고 있었다. 4월 16일 밤 칵뉴 부대원이 모두 승선하자 미군의 수송선은 닻을 올렸다.
수도인 아디스 아바바에는 2006년 2월, "대한민국의 자유를 위해 목숨을 내어 준 에티오피아 제국의 군인들에게 감사한다."라고 쓰인 참전 기념탑이 세워졌고, 한국전에 참전한 부대원들이 귀국하여 마을을 이루었다. 또한 아디스 아바바시와 춘천시는 자매도시 결연을 맺어 춘천시에는 참전기념탑과 기념공원이 조성되어 있다.

## 수원국과 수혜국
대한민국은 에티오피아에 다양한 경로로 무상 및 유상 원조와 지원을 실행하고 있다.